# Димов Фелікс Якович
Фе́лікс Я́кович Су́ркіс (рос. Фе́ликс Я́ковлевич Су́ркис, 8 жовтня 1937, Ленінград — 8 вересня 2016, Санкт-Петербург), більш відоміший під своїм псевдонімом Фелікс Якович Димов (рос. Феликс Яковлевич Дымов) — російський радянський письменник-фантаст, дитячий письменник, перекладач та поет.

## Біографія
Фелікс Суркіс народився у Ленінграді у 1937 році. Після початку радянсько-німецької війни майбутній письменник із родиною тривалий час залишався у місті, оточеному німецькими військами, лише ближче до закінчення блокади Ленінграда його вивезли з міста по Дорозі життя. Після цього деякий час він виховувався у дитячому будинку в Кіровській області, пізніше жив разом із батьками у різних населених пунктах, у тому числі українських Ворошиловграді і Міловому, куди направляли на роботу його батька після звільнення території від німецької окупації. Після закінчення війни Фелікс Суркіс повернувся до Ленінграда, де закінчив середню школу в 1954 році. У 1955 році він вступив до Ленінградського військово-механічного інституту, який закінчив у 1959 році. З 1959 року Фелікс Суркіс працював спочатку інженером у конструкторському бюро, пізніше на заводі начальником дільниці, начальником цеху. Останні роки своєї інженерної діяльності Суркіс займався вдосконаленням монтажних пресів та монтажних пістолетів, отримав кілька свідоцтв про винаходи. Паралельно він займався і літературною діяльністю. З 1985 року Фелікс Суркіс займається виключно літературною діяльністю. У 1989 році він розпочав займатися видавничою діяльністю, та став спочатку директором видавництва «Лицей» в Ленінграді. Пізніше Суркіс займався також різними літературними проектами, у тому числі популяризації авторської пісні та бардівства.
Помер Фелікс Димов 8 вересня 2016 року в Санк-Петербурзі.

## Літературна творчість
Літературну творчість Фелікс Суркіс розпочав ще в шкільні роки, коли розпочав писати свої перші вірші. під час навчання в інституті він написав своє перше фантастичне оповідання «Обганяючий час», проте воно так і не було опубліковане. Першою офіційною публікацією автора стало науково-фантастичне оповідання «Загадкова гравюра», опублікована в журналі «Байкал». Публікувався під псевдонімом «Фелікс Димов», оскільки на його основній роботі не віталось відволікання від трудових обов'язків, та й Суркіс бажав приховати своє прізвище, оскільки єврейське походження за часів СРСР не віталося. Більшість своїх фантастичних творів Фелікс Димов переважно в жанрі казкової фантастики, а також дитячої фантастики. Із цього жанру фантастики в письменника найвідомішими творами є повість «Оленчин астероїд», а також оповідання «Створення світу». Фелікс Димов також активно творив у інших жанрах дитячої літератури, зокрема видав кілька збірок віршів для дітей, та збірку оповідань «У снігової людини». Тривалий час Фелікс Димов був активним членом радянського фандому, зокрема брав участь у першому обласному семінарі шанувальників фантастики у Пермі в 1981 році, який вважається першим конвентом шанувальників фантастики в СРСР. У 70-х—на початку 80-х років ХХ століття Фелікс Димов також брав активну участь у літературному житті ленінграда, зокрема був старостою семінару молодих фантастів, яким керував Борис Стругацький. Проте в кінці 80-х років він вступив у конфлікт із деякими молодшими літераторами, і відійшов від спілкування з колегами по цеху. Після цього Фелікс Димов активно займався видавничою діяльністю, а також продовжував створювати нові твори та займався перекладами з англійської мови. У останні роки свого життя письменник видав два своїх найбільші твори — у 2005 році реалістичний роман «Шість днів», а незадовго до смерті. в кінці 2015 року фантастичний роман «Діти Твіра», у якому оповідається про пригоди землян у світі, в якому фізичні закони значно відрізняються від звичних для жителів нашої планети, а також про спільне проживання землян та потомків іншопланетян в одному суспільстві, де навіть можливим є народження потомства від представників різнопланетних рас.

## Переклади
Твори Фелікса Димова перекладені кількома мовами світу, зокрема чеською, словацькою, болгарською, українською мовами.

## Особисте життя
Фелікс Димов був одружений, та мав троє дітей та чотири онуки.

### Романи
- 2005 — Шесть дней
- 2016 — Дети Твира

### Повісті
- 1981 — Аленкин астероид
- 1984 — Школа
- 1989 — Прогулка
- 1989 — «Слышу! Иду!»
- 1990 — Где ты нужен
- 2005 — Салют, воронята!

### Оповідання
- 1968 — Загадочная гравюра
- 1972 — Сердце плато
- 1974 — Перекресток, или Сказка о Тави
- 1974 — Лицо
- 1974 — В купе
- 1974 — Ссора
- 1974 — Нос
- 1974 — Камуфляж
- 1975 — Сотворение мира
- 1976 — Сова
- 1980 — Не клюет
- 1980 — Эти солнечные, солнечные зайчики…
- 1982 — Горький напиток «Сезам»
- 1983 — Эндшпиль
- 1988 — Авария
- 1988 — Нулевой паритет
- 1988 — На углу Митрофаньевской улицы
- 1988 — Наава
- 1988 — Мой сосед
- 1989 — Полторы сосульки
- 1989 — Эриния
- 1989 — Колобок
- 1989 — Стриж
- 1989 — Благополучная планета Инкра
- 1989 — Проводы белых ночей
- 1989 — Тест № 17
- 1989 — Сиреневый туман
- 1989 — Эхо
- 1989 — Хомо авиенс
- 1989 — А она уходила…
- 1989 — Я + я
- 1989 — Ищу себя

### Збірки
- 1989 — Благополучная планета
- 1989 — Полторы сосульки